# Payroux
Payroux és un municipi francès situat al departament de la Viena i a la regió de la Nova Aquitània. L'any 2007 tenia 506 habitants.

## Demografia

### Població
El 2007 la població de fet de Payroux era de 506 persones. Hi havia 176 famílies de les quals 65 eren unipersonals (34 homes vivint sols i 31 dones vivint soles), 61 parelles sense fills, 42 parelles amb fills i 8 famílies monoparentals amb fills.
La població ha evolucionat segons el següent gràfic:
Habitants censats

### Habitatges
El 2007 hi havia 244 habitatges, 174 eren l'habitatge principal de la família, 40 eren segones residències i 31 estaven desocupats. 235 eren cases i 7 eren apartaments. Dels 174 habitatges principals, 143 estaven ocupats pels seus propietaris, 25 estaven llogats i ocupats pels llogaters i 6 estaven cedits a títol gratuït; 1 tenia una cambra, 10 en tenien dues, 29 en tenien tres, 52 en tenien quatre i 83 en tenien cinc o més. 88 habitatges disposaven pel capbaix d'una plaça de pàrquing. A 84 habitatges hi havia un automòbil i a 63 n'hi havia dos o més.

### Piràmide de població
La piràmide de població per edats i sexe el 2009 era:
| Homes | Edats   | Dones |
| ----- | ------- | ----- |
| 0     | 95 o +  | 8     |
| 4     | 90 a 94 | 4     |
| 8     | 85 a 89 | 20    |
| 4     | 80 a 84 | 8     |
| 16    | 75 a 79 | 20    |
| 28    | 70 a 74 | 12    |
| 20    | 65 a 69 | 12    |
| 24    | 60 a 64 | 12    |
| 12    | 55 a 59 | 4     |
| 12    | 50 a 54 | 12    |
| 12    | 45 a 49 | 12    |
| 20    | 40 a 44 | 12    |
| 12    | 35 a 39 | 8     |
| 24    | 30 a 34 | 8     |
| 20    | 25 a 29 | 20    |
| 12    | 20 a 24 | 8     |
| 24    | 15 a 19 | 16    |
| 0     | 10 a 14 | 8     |
| 8     | 5 a 9   | 8     |
| 16    | 0 a 4   | 8     |

## Economia
El 2007 la població en edat de treballar era de 309 persones, 196 eren actives i 113 eren inactives. De les 196 persones actives 146 estaven ocupades (85 homes i 61 dones) i 50 estaven aturades (41 homes i 9 dones). De les 113 persones inactives 38 estaven jubilades, 15 estaven estudiant i 60 estaven classificades com a «altres inactius».

### Ingressos
El 2009 a Payroux hi havia 172 unitats fiscals que integraven 375 persones, la mediana anual d'ingressos fiscals per persona era de 14.642 €.

### Activitats econòmiques
Dels 9 establiments que hi havia el 2007, 3 eren d'empreses de construcció, 1 d'una empresa d'hostatgeria i restauració, 1 d'una empresa financera, 2 d'empreses immobiliàries, 1 d'una empresa de serveis i 1 d'una entitat de l'administració pública.
Dels 3 establiments de servei als particulars que hi havia el 2009, 1 era una fusteria, 1 lampisteria i 1 restaurant.
L'any 2000 a Payroux hi havia 28 explotacions agrícoles que ocupaven un total de 2.436 hectàrees.

## Equipaments sanitaris i escolars
El 2009 hi havia 1 hospital de tractaments de mitja durada (seguiment i rehabilitació) i 1 psiquiàtric.
El 2009 hi havia una escola maternal integrada dins d'un grup escolar amb les comunes properes formant una escola dispersa.

## Poblacions més properes
El següent diagrama mostra les poblacions més properes.